# Brendan Brooks
Brendan Brooks (* 26. November 1978 in St. Catharines, Ontario) ist ein ehemaliger britisch-kanadischer Eishockeyspieler, der im Verlauf seiner aktiven Karriere zwischen 1997 und 2018 hauptsächlich in den nordamerikanischen Minor Leagues sowie den europäischen Spielklassen in Deutschland, Norwegen, Großbritannien und der Schweiz auf der Position des rechten Flügelstürmers gespielt hat.

## Karriere
Brendan Brooks begann seine Karriere als Eishockeyspieler in der kanadischen Juniorenliga Ontario Hockey League (OHL), in der er in der Saison 1997/98 für die Owen Sound Platers und North Bay Centennials aktiv war. Gegen Saisonende absolvierte er zudem ein Spiel für die Mississippi Sea Wolves aus der East Coast Hockey League (ECHL). Von 1998 bis 2000 stand der Flügelspieler für die Quad City Mallards in der United Hockey League (UHL) auf dem Eis. Anschließend folgten zwei Jahre mit zahlreichen Vereinswechseln. Zwischen 2000 und 2002 spielte er für die Lowell Lock Monsters und Manchester Monarchs in der American Hockey League (AHL), die Cincinnati Cyclones in der International Hockey League (IHL), erneut die Quad City Mallards aus der UHL und die Dayton Bombers, Reading Royals und Macon Whoopee in der ECHL. Daraufhin verbrachte er je eineinhalb Jahre bei den Peoria Rivermen in der ECHL und bei den Worcester IceCats in der AHL. In der Saison 2005/06 spielte Brooks für die neuen Peoria Rivermen in der AHL. Die folgende Spielzeit begann er bei den Grand Rapids Griffins in der AHL und beendete sie beim Ligarivalen Manitoba Moose.
Daraufhin lief er je zwei Jahre lang für die Stavanger Oilers aus der norwegischen GET-ligaen und die SCL Tigers aus der Schweizer National League A (NLA) auf. Zur Saison 2011/12 wurde der Kanadier von den Hamburg Freezers aus der Deutschen Eishockey Liga (DEL) verpflichtet. Sein neues Team in der Saison 2012/13 waren die Iserlohn Roosters, die er nach der Saison wieder verließ und sich dem Dornbirner EC aus der österreichischen Erste Bank Eishockey Liga (EBEL) anschloss. Über die Stationen Vålerenga Oslo, Bakersfield Condors und den ERC Ingolstadt kam er 2015 nach Schottland, wo er sich zunächst den Braehead Clan aus der britischen Elite Ice Hockey League (EIHL) anschloss. Nachdem er die Spielzeit 2016/17 beim schottischen Ligarivalen Fife Flyers verbracht hatte, kehrte er zur Spielzeit 2017/18 wieder zum Clan zurück. In der zweiten Hälfte des Kalenderjahres 2018 stand er sporadisch bei den Sheffield Steelers und Manchester Storm in der EIHL auf dem Eis, ehe er seine Karriere im Alter von 40 Jahren beendete.

### International
Noch 2010 und 2011 spielte Brooks für Kanada beim Spengler Cup. Nach seiner Einbürgerung in das Vereinigte Königreich spielte er erstmals bei der Weltmeisterschaft 2017 für die britische Nationalmannschaft international und stieg mit dem Team aus der B- in die A-Gruppe der Division I auf. Im Folgejahr gelang ihm mit den Briten bei der Weltmeisterschaft 2018 der direkte Durchmarsch in die Top-Division, womit das Team von der Insel erstmals seit dem Abstieg 1994 wieder die höchste Stufe der Weltmeisterschaften erreichten.

### Inlinehockey
Im Jahr 2005 trug er das Trikot der kanadischen Inlinehockey-Nationalmannschaft bei den World Games 2005 in Duisburg. Er gewann mit Kanada die Silbermedaille und war mit neun Treffern der erfolgreichste Torjäger.

## Erfolge und Auszeichnungen
- 2005 Silbermedaille im Inlinehockey bei den World Games (mit Kanada)
- 2017 Aufstieg in die Division IA bei der Eishockey-Weltmeisterschaft der Division IB (mit Großbritannien)
- 2018 Aufstieg in die Top-Division bei der Eishockey-Weltmeisterschaft der Division IA (mit Großbritannien)

## Karrierestatistik

### International
Vertrat Großbritannien bei:
- Weltmeisterschaft der Division IB 2017
- Weltmeisterschaft der Division IA 2018

(Legende zur Spielerstatistik: Sp oder GP = absolvierte Spiele; T oder G = erzielte Tore; V oder A = erzielte Assists; Pkt oder Pts = erzielte Scorerpunkte; SM oder PIM = erhaltene Strafminuten; +/− = Plus/Minus-Bilanz; PP = erzielte Überzahltore; SH = erzielte Unterzahltore; GW = erzielte Siegtore; 1 Play-downs/Relegation; Kursiv: Statistik nicht vollständig)